# 戈羅季謝 (諾夫哥羅德-謝韋爾斯基區)
52°19′22″N 33°7′17″E / 52.32278°N 33.12139°E
戈羅季謝（烏克蘭語：Городище），是烏克蘭的村落，位於該國北部切爾尼戈夫州，由諾夫哥羅德-謝韋爾斯基區負責管轄，始建於1600年，面積0.09平方公里，海拔高度159米，2001年人口20，人口密度每平方公里222.22人。